# NGC 3309
NGC 3309 ist eine elliptische Galaxie vom Hubble-Typ E3 im Sternbild Hydra südlich des Himmelsäquators. Sie ist schätzungsweise 173 Millionen Lichtjahre von der Milchstraße entfernt, hat einen Durchmesser von etwa 100.000 Lj und ist Mitglied des Hydra-Galaxienhaufens Abell 1060.
Im selben Himmelsareal befinden sich u. a. die Galaxien NGC 3308, NGC 3307, NGC 3311, IC 629.
Das Objekt wurde am 24. März 1835 vom britischen Astronomen John Herschel entdeckt.